# NGC 4188
NGC 4188 (другие обозначения — MCG -2-31-23, IRAS12115-1218, PGC 39059) — спиральная галактика (Sb) в созвездии Ворона. Открыта Ормондом Стоуном в 1877 году.
Галактика имеет спутник, который находится прямо на конце спирального рукава, причём тот выглядит совершенно не искажённым. Кривая лучевых скоростей в направлении спутника является продолжением кривой лучевых скоростей в самой галактике, но имеет некоторую асимметрию.
Этот объект входит в число перечисленных в оригинальной редакции «Нового общего каталога».